# Liste des titres musicaux numéro un en Allemagne en 2008
Cette page liste les titres numéro un dans les meilleures ventes de disques en Allemagne pour l'année 2008 selon Media Control Charts.
Les classements sont issus des 100 meilleures ventes de singles et des 100 meilleures ventes d'albums. Ils se déroulent du vendredi au jeudi, et sont publiés le mardi par l'industrie musicale allemande.

## Classement des singles
| №  | Date         | Artiste                                     | Titre                               |
| -- | ------------ | ------------------------------------------- | ----------------------------------- |
| 1  | 4 janvier    | Timbaland presents OneRepublic              | Apologize                           |
| 2  | 11 janvier   | Timbaland presents OneRepublic              | Apologize                           |
| 3  | 18 janvier   | Timbaland presents OneRepublic              | Apologize                           |
| 4  | 25 janvier   | Leona Lewis                                 | Bleeding Love                       |
| 5  | 1er février  | Leona Lewis                                 | Bleeding Love                       |
| 6  | 8 février    | Leona Lewis                                 | Bleeding Love                       |
| 7  | 15 février   | Leona Lewis                                 | Bleeding Love                       |
| 8  | 22 février   | Schnuffel                                   | Kuschel Song                        |
| 9  | 29 février   | Schnuffel                                   | Kuschel Song                        |
| 10 | 7 mars       | Schnuffel                                   | Kuschel Song                        |
| 11 | 14 mars      | Schnuffel                                   | Kuschel Song                        |
| 12 | 21 mars      | Schnuffel                                   | Kuschel Song                        |
| 13 | 28 mars      | Schnuffel                                   | Kuschel Song                        |
| 14 | 4 avril      | Schnuffel                                   | Kuschel Song                        |
| 15 | 11 avril     | Schnuffel                                   | Kuschel Song                        |
| 16 | 18 avril     | Duffy                                       | Mercy                               |
| 17 | 25 avril     | Madonna feat. Justin Timberlake & Timbaland | 4 Minutes                           |
| 18 | 2 mai        | Madonna feat. Justin Timberlake & Timbaland | 4 Minutes                           |
| 19 | 9 mai        | Madonna feat. Justin Timberlake & Timbaland | 4 Minutes                           |
| 20 | 16 mai       | Mark Medlock                                | Summer Love                         |
| 21 | 23 mai       | Mark Medlock                                | Summer Love                         |
| 22 | 30 mai       | Mark Medlock                                | Summer Love                         |
| 23 | 6 juin       | Thomas Godoj                                | Love Is You                         |
| 24 | 13 juin      | Thomas Godoj                                | Love Is You                         |
| 25 | 20 juin      | Shaggy feat. Trix & Flix (de)               | Feel the Rush (Mascots Song)        |
| 26 | 27 juin      | Kid Rock                                    | All Summer Long                     |
| 27 | 4 juillet    | Kid Rock                                    | All Summer Long                     |
| 28 | 11 juillet   | Kid Rock                                    | All Summer Long                     |
| 29 | 18 juillet   | Kid Rock                                    | All Summer Long                     |
| 30 | 25 juillet   | Kid Rock                                    | All Summer Long                     |
| 31 | 1er août     | Kid Rock                                    | All Summer Long                     |
| 32 | 8 août       | Kid Rock                                    | All Summer Long                     |
| 33 | 15 août      | Kid Rock                                    | All Summer Long                     |
| 34 | 22 août      | Söhne Mannheims                             | Das hat die Welt noch nicht gesehen |
| 35 | 29 août      | Katy Perry                                  | I Kissed a Girl                     |
| 36 | 5 septembre  | Katy Perry                                  | I Kissed a Girl                     |
| 37 | 12 septembre | Rosenstolz                                  | Gib mir Sonne                       |
| 38 | 19 septembre | Katy Perry                                  | I Kissed a Girl                     |
| 39 | 26 septembre | Katy Perry                                  | I Kissed a Girl                     |
| 40 | 3 octobre    | Katy Perry                                  | I Kissed a Girl                     |
| 41 | 10 octobre   | Pink                                        | So What                             |
| 42 | 17 octobre   | Pink                                        | So What                             |
| 43 | 24 octobre   | Pink                                        | So What                             |
| 44 | 31 octobre   | Polarkreis 18                               | Allein Allein                       |
| 45 | 7 novembre   | Polarkreis 18                               | Allein Allein                       |
| 46 | 14 novembre  | Polarkreis 18                               | Allein Allein                       |
| 47 | 21 novembre  | Polarkreis 18                               | Allein Allein                       |
| 48 | 28 novembre  | Polarkreis 18                               | Allein Allein                       |
| 49 | 5 décembre   | Katy Perry                                  | Hot N Cold                          |
| 50 | 12 décembre  | Katy Perry                                  | Hot N Cold                          |
| 51 | 19 décembre  | Katy Perry                                  | Hot N Cold                          |
| 52 | 26 décembre  | Katy Perry                                  | Hot N Cold                          |

## Classement des albums
| №  | Date         | Artiste                           | Titre                                      |
| -- | ------------ | --------------------------------- | ------------------------------------------ |
| 1  | 4 janvier    | Die Ärzte                         | Jazz ist anders                            |
| 2  | 11 janvier   | Amy Winehouse                     | Back to Black                              |
| 3  | 18 janvier   | Amy Winehouse                     | Back to Black                              |
| 4  | 25 janvier   | Amy Winehouse                     | Back to Black                              |
| 5  | 1er février  | Amy Winehouse                     | Back to Black                              |
| 6  | 8 février    | Leona Lewis                       | Spirit                                     |
| 7  | 15 février   | Amy Winehouse                     | Back to Black                              |
| 8  | 22 février   | Amy Winehouse                     | Back to Black                              |
| 9  | 29 février   | Amy Winehouse                     | Back to Black                              |
| 10 | 7 mars       | Schiller                          | Sehnsucht                                  |
| 11 | 14 mars      | Amy Winehouse                     | Back to Black                              |
| 12 | 21 mars      | Amy Winehouse                     | Back to Black                              |
| 13 | 28 mars      | Amy Winehouse                     | Back to Black                              |
| 14 | 4 avril      | Amy Winehouse                     | Back to Black                              |
| 15 | 11 avril     | Udo Lindenberg                    | Stark wie zwei                             |
| 16 | 18 avril     | Udo Lindenberg                    | Stark wie zwei                             |
| 17 | 25 avril     | Udo Lindenberg                    | Stark wie zwei                             |
| 18 | 2 mai        | Udo Lindenberg                    | Stark wie zwei                             |
| 19 | 9 mai        | Madonna                           | Hard Candy                                 |
| 20 | 16 mai       | Madonna                           | Hard Candy                                 |
| 21 | 23 mai       | In Extremo                        | Sængerkrieg                                |
| 22 | 30 mai       | BAP                               | Radio Pandora                              |
| 23 | 6 juin       | Genesis                           | Live Over Europe                           |
| 24 | 13 juin      | Sido                              | Ich und meine Maske                        |
| 25 | 20 juin      | Ich + Ich                         | Vom selben Stern                           |
| 26 | 27 juin      | Coldplay                          | Viva la Vida or Death and All His Friends  |
| 27 | 4 juillet    | Coldplay                          | Viva la Vida or Death and All His Friends  |
| 28 | 11 juillet   | Coldplay                          | Viva la Vida or Death and All His Friends  |
| 29 | 18 juillet   | Thomas Godoj                      | Plan A!                                    |
| 30 | 25 juillet   | Coldplay                          | Viva la Vida or Death and All His Friends  |
| 31 | 1er août     | Paul Potts                        | One Chance                                 |
| 32 | 8 août       | Paul Potts                        | One Chance                                 |
| 33 | 15 août      | Paul Potts                        | One Chance                                 |
| 34 | 22 août      | Paul Potts                        | One Chance                                 |
| 35 | 29 août      | Paul Potts                        | One Chance                                 |
| 36 | 5 septembre  | Paul Potts                        | One Chance                                 |
| 37 | 12 septembre | Peter Maffay                      | Ewig                                       |
| 38 | 19 septembre | Paul Potts                        | One Chance                                 |
| 39 | 26 septembre | Metallica                         | Death Magnetic                             |
| 40 | 3 octobre    | Söhne Mannheims vs. Xavier Naidoo | Wettsingen in Schwetzingen – MTV Unplugged |
| 41 | 10 octobre   | Rosenstolz                        | Die Suche geht weiter                      |
| 42 | 17 octobre   | Rosenstolz                        | Die Suche geht weiter                      |
| 43 | 24 octobre   | Bushido                           | Heavy Metal Payback                        |
| 44 | 31 octobre   | AC/DC                             | Black Ice                                  |
| 45 | 7 novembre   | AC/DC                             | Black Ice                                  |
| 46 | 14 novembre  | AC/DC                             | Black Ice                                  |
| 47 | 21 novembre  | AC/DC                             | Black Ice                                  |
| 48 | 28 novembre  | Die Toten Hosen                   | In aller Stille                            |
| 49 | 5 décembre   | Herbert Grönemeyer                | Was muss muss – Best of                    |
| 50 | 12 décembre  | Herbert Grönemeyer                | Was muss muss – Best of                    |
| 51 | 19 décembre  | Michael Hirte                     | Der Mann mit der Mundharmonika             |
| 52 | 26 décembre  | Herbert Grönemeyer                | Was muss muss – Best of                    |

## Hit-Parade de l'année
| Singles | Albums |
| --- | --- |
| 1. Timbaland pres. OneRepublic – Apologize 2. Leona Lewis – Bleeding Love 3. Kid Rock – All Summer Long 4. Schnuffel – Kuschel Song 5. Katy Perry – I Kissed a Girl 6. Duffy – Mercy 7. Ich + Ich – So soll es bleiben 8. Amy McDonald – This Is the Life 9. Madonna feat. Justin Timberlake & Timbaland – 4 Minutes 10. Gabriella Cilmi – Sweet About Me 11. Stefanie Heinzmann – My Man Is a Mean Man 12. Ich + Ich – Stark 13. Polarkreis 18 – Allein Allein 14. Mark Ronson feat. Amy Winehouse – Valerie 15. Thomas Godoj – Love Is You 16. P!nk – So What 17. Guru Josh Project – Infinity 2008 18. Mark Medlock – Summer Love 19. Paul Potts – Nessun Dorma 20. Söhne Mannheims – Das hat die Welt noch nicht gesehen 21. Rosenstolz – Gib mir Sonne 22. Leona Lewis – Better In Time 23. Shaggy – Feel The Rush 24. Alicia Keys – No One 25. DJ Ötzi & Nik P. – Ein Stern (…der Deinen Namen trägt) | 1. Amy Winehouse – Back to Black 2. Ich + Ich – Vom selben Stern 3. Paul Potts – One Chance 4. Die Ärzte – Jazz ist anders 5. Udo Lindenberg – Stark wie zwei 6. Coldplay – Viva la Vida or Death and All His Friends 7. AC/DC – Black Ice 8. Amy McDonald – This Is the Life 9. Metallica – Death Magnetic 10. Duffy – Rockferry 11. Mario Barth – Männer sind primitiv, aber glücklich 12. Leona Lewis – Spirit 13. Söhne Mannheims / Xavier Naidoo – Wettsingen in Schwetzingen 14. Madonna – Hard Candy 15. Rosenstolz – Die Suche geht weiter 16. Schiller – Sehnsucht 17. Keinohrhasen (Soundtrack) 18. Thomas Godoj – Plan A! 19. Herbert Grönemeyer – Was muss muss – Best Of 20. Peter Maffay – Ewig 21. James Blunt – All the Lost Souls 22. Roger Cicero – Beziehungsweise 23. Mamma Mia! – Soundtrack zum Film 24. Rihanna – Good Girl Gone Bad 25. Helene Fischer – Zaubermond |